# Paperino e l'auto a pezzi
Paperino e l'auto a pezzi (Recalled Wreck) è una storia a fumetti Disney dell'autore statunitense Don Rosa incentrata sull'icona automobile 313 del protagonista.

## Trama
Paperino, intento ad un periodico controllo alla sua amata 313, smonta l'auto e lascia i pezzi sul vialetto di casa mentre, accompagnato dai nipotini Qui, Quo e Qua si reca da Archimede per una riparazione ad un pezzo della propria auto. Quindi, tornato poco dopo a casa, scopre che la propria auto è stata venduta dal vicino Jones ad un mercatino delle pulci. Alla fine, Paperino riuscirà comunque a ritrovarne tutti i componenti ed a ricostruire la propria 313, seppur con molti inconvenienti, e dopo aver speso centinaia di dollari.

## Analisi
Questa breve storia comica, dalle solide gag verbali e visuali, rappresenta una «lettera d'amore» dell'autore nei confronti dell'iconica automobile di Paperino ed è ricordata come uno dei fumetti che esplora il mito della 313, proponendo una versione diversa dalle altre nel corso dei decenni. Infatti, prendendo spunto da una vignetta del suo ispiratore Carl Barks in Paperino in Vulcanovia, Rosa riscrive le origini dell'autovettura come una creazione del personaggio a partire dall'assemblaggio di pezzi di altre auto d'epoca, parodie di veicoli reali nelle intenzioni di Barks.
La breve avventura ha un'ambientazione suburbana, con uno scorcio della vita quotidiana di Paperino, "uomo medio" legatissimo alla sua macchina e dedito alla sua manuntenzione, e del suo multiforme vicinato. Con un tocco autobiografico del fumettista, appassionato di macchine d'epoca, Paperino specifica di pagare un surplus alla motorizzazione per mantenere il suo iconico numero di targa.
Essendo una delle prime storie Disney realizzate da Rosa come autore completo, i suoi tratti sono ancora acerbi, ma già si ravvede la sua tipica rappresentazione delle emozioni dei personaggi che inizia a esulare dalla pedissequa ispirazione barksiana.